# Charles Stanhope (3. hrabia Harrington)

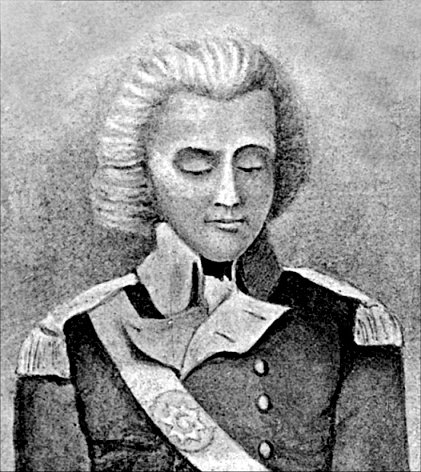
Lord Harrington

Charles Stanhope (ur. 17 marca 1753 – zm. 5 września 1829), brytyjski arystokrata i polityk, najstarszy syn Williama Stanhope'a, 2. hrabiego Harrington i lady Caroline FitzRoy, córki 2. księcia Grafton.
Członek Izby Gmin w 1774 r. (z okręgu Thetford) i w latach 1776–1779 (z okręgu Westminster). Po śmierci ojca w 1779 r. odziedziczył tytuł hrabiego (earl) Harrington, uprawniający do zasiadania w Izbie Lordów. Był generałem British Army i dowódcą wojsk brytyjski w Irlandii w latach 1806–1812. Kawaler Krzyża Wielkiego Orderu Gwelfów. Członek Tajnej Rady.
23 maja 1779 r. w Londynie, poślubił Jane Fleming (przed 1764 – 3 lutego 1824), córkę Johna Fleminga, 1. baroneta. Charles i Jane mieli razem siedmiu synów i trzy córki:
- Charlotta Augusta Stanhope (zm. 15 lutego 1859), żona Augustusa FitzGeralda, 3. księcia Leinster, miała dzieci
- Caroline Anne Stanhope (zm. 25 listopada 1853), żona Edwarda Ayshforda Sanforda, nie miała dzieci
- Charles Stanhope (8 kwietnia 1780 – 3 marca 1851), 4. hrabia Harrington, ożenił się z Marią Foote, miał dzieci
- generał-major Lincoln Edwin Robert Stanhope (26 listopada 1781 – 29 lutego 1840), nie ożenił się i nie miał dzieci
- Anna Maria Stanhope (3 września 1783 – 3 lipca 1857), żona Francisa Russella, 7. księcia Bedford, miała dzieci
- Leicester FitzGerald Charles Stanhope (2 września 1784 – 7 września 1862), 5. hrabia Harrington, ożenił się z Elisabeth Green, miał dzieci (wśród nich był Sydney Stanhope, 6. hrabia Harrington)
- FitzRoy Henry Richard Stanhope (24 kwietnia 1787 – 11 kwietnia 1864), ożenił się z Caroline Wyndham, miał dzieci (min. Charlesa Stanhope'a, 7. hrabiego Harrington, który jest przodkiem wszystkich kolejnych hrabiów Harrington)
- major Francis Charles Stanhope (29 września 1788 – 9 października 1862), ożenił się z Hannah Wilson, miał dzieci
- Henry William Stanhope (2 sierpnia 1790 – 21 czerwca 1872), nie ożenił się i nie miał dzieci
- Augustus Stanhope (25 marca 1794 – 8 grudnia 1831), nie ożenił się i nie miał dzieci